# José Quisocala Condori
José Adolfo Quisocala Condori (Arequipa, Perú, 6 de diciembre de 2004) es un banquero peruano, reconocido por ser el más joven creador de un banco propio, el "Banco Cooperativo del Estudiante Bartselana".

## Biografía
Nacido en Arequipa, Perú. A los 7 años, José Quisocala comenzó a tomar conciencia sobre el estado económico de la escuela y sus compañeros de clase, en ese contexto (apoyado por sus profesores y administradores de la escuela) empezó el proyecto financiero "Banco Cooperativo del Estudiante Bartselana",o también conocido como el "banco del estudiante'' con el objetivo ampliar la perspectiva del ahorro y la protección de activos de los jóvenes estudiantes, y la preservación del medio ambiente. En 2014, José Quisocala accedió al programa internacional "Dream Builder", el cual le permitió tener una formación en gestión de negocios en la Thunderbird School of Global Management en Estados Unidos. Al retornar a Perú, se involucró en la difusión de su proyecto financiero, el cual obtuvo una buena acogida y le valió importantes reconocimientos a nivel nacional e internacional.

## Reconocimientos
- Premio Climático Infantil 2018, otorgado por Telge Energi en Estocolmo, Suecia.[6]
- Premio Internacional Escuela Emprendedora.
- Embajador del Movimiento Mundial "Global Money Week".
- Premio Internacional Inclusión Financiera para Jóvenes.
- Nacional E-100, Top Emprendimientos de Alto Impacto del País.
- Premio Nacional al Emprendimiento Social "Thaski" 2015.
- Premio Nacional Protagonistas del Cambio 2015.
- Premio Nacional al Voluntariado 2014, categoría Medio Ambiente.
- Miembro del Comité de Jóvenes CYFI para las Naciones Unidas.
- Premio Internacional Finanzas para Jóvenes.